# Mauritia Mayer
Mauritia Mayer, född 1833, död 1897, var en tysk affärsidkare.
Hon grundade det berömda turisthotellet Pension Moritz i Obersalzberg och betraktas som en pionjär för den moderna turistnäringen i Centraleuropa. 